# Margitbrännan
Margitbrännan este o arie protejată (arie specială de conservare — SAC, sit de importanță comunitară — SCI) din Suedia întinsă pe o suprafață de 71,8 ha, integral pe uscat.

## Localizare
Centrul sitului Margitbrännan este situat la coordonatele 63°46′01″N 14°29′33″E / 63.7669°N 14.4925°E.

## Înființare
Situl Margitbrännan a fost declarat sit de importanță comunitară în ianuarie 1998 pentru a proteja 1 specie de plante. Situl a fost protejat și ca arie specială de conservare în martie 2011.

## Biodiversitate
Situată în ecoregiunea boreală, aria protejată conține 2 habitate naturale: Taiga vestică, Mlaștini turboase de tranziție și turbării mișcătoare.
La baza desemnării sitului se află o specie protejată de  plante: Ranunculus lapponicus.